# Kekko Silvestre
Francesco Silvestre, detto Kekko (Milano, 17 febbraio 1978), è un cantautore e produttore discografico italiano, frontman del gruppo musicale Modà, di cui è autore dei testi e compositore delle musiche.

## Biografia

### Primi anni
Nasce a Milano il 17 febbraio 1978, da padre di Sant'Antimo e madre di Crotone. Cresce a Cassina de' Pecchi e inizia a studiare pianoforte a 5 anni, terminando i suoi studi di musica classica a 13 anni. Fin da adolescente scrive canzoni, arrangiandole con la collaborazione di Enrico Palmosi; ciò lo porta per passione a creare una propria band, i Modà, e a scrivere brani anche per altri artisti insieme a Palmosi. 

### I Modà
Nel 2002 fonda i Modà, con cui pubblicherà in tutto un EP, cinque album in studio e varie raccolte. Partecipa col suo gruppo al Festival di Sanremo 2005 nella sezione Giovani col brano Riesci a innamorarmi, poi a Sanremo 2011 nella sezione Artisti, in coppia con la cantante Emma Marrone, si classificano secondi con la canzone Arriverà. A Sanremo 2013, nella categoria Campioni, la band presenta le canzoni Come l'acqua dentro il mare e Se si potesse non morire, entrambe contenute nel quinto album dei Modà Gioia, e con la seconda si aggiudica il terzo posto in classifica. Nel settembre 2022 e riceve il premio SIAE durante i Wind Music Awards all'Arena di Verona.

### Come solista
Oltre all'attività con i Modà, Kekko ha portato avanti la sua passione per la scrittura di canzoni anche scrivendo testi per altri artisti. Negli anni scrive per diversi cantanti, tra cui Alessandra Amoroso, Annalisa, Virginio, Bianca Atzei, Loredana Errore, Francesco Renga e la stessa Emma Marrone per la quale firma, dopo altre collaborazioni con la stessa, il brano che le farà vincere il Festival di Sanremo 2012, Non è l'inferno.
Nel maggio 2012 pubblica la sua autobiografia dove parla dei 10 anni di vita del suo gruppo e, in particolare, dei legami con i Negramaro ed Emma Marrone.
Verso la fine del 2013 duetta con i Tazenda nel loro singolo Il respiro del silenzio, mentre nel 2014 canta con gli Jarabe de Palo in Oggi non sono io, brano contenuto nel loro album Somos. Nell'ottobre dello stesso anno collabora alla versione italiana del singolo Lifeline di Anastacia, reintitolato per l'occasione Luce per sempre. Silvestre ha avuto l'opportunità di conoscere l'artista mondiale grazie allo show Amici di Maria De Filippi, dove entrambi erano ospiti della prima puntata.
Durante la quarta serata del Festival di Sanremo 2014 duetta con Francesco Renga con il brano Un giorno credi, omaggiando Edoardo Bennato.
Nel 2014 inizia anche la sua carriera come produttore discografico, co-producendo con Enrico Palmosi e Diego Calvetti Domani è un altro film (prima parte) dei Dear Jack e il quarto album di Annalisa, Splende, quest'ultimo uscito nel 2015. Sempre nel 2015 partecipa indirettamente al Festival di Sanremo 2015 con tre diversi brani: scrive Il solo al mondo per Bianca Atzei (con cui aveva già collaborato cantando nel suo singolo La gelosia del 2012 e per la quale aveva scritto nel 2013 il brano La paura che ho di perderti), Libera per Anna Tatangelo e Una finestra tra le stelle per Annalisa.
Anche due anni dopo il cantautore ha scritto un brano presentato al Festival di Sanremo, Ora esisti solo tu per Bianca Atzei.
Nel 2018 prende una pausa dalla musica per inseguire il sogno di produrre un film, scrivendo Cash. Dopo vari tentativi, la Mondadori si interessa al progetto e la sceneggiatura diventa un libro, Cash - Storia di un campione, in uscita il 9 ottobre 2018. Si tratta di un romanzo biografico che racconta la vita dell'amico Vito Cascella, assistente e collaboratore dei Modà, scomparso poi in un incidente stradale nel 2023.

### Vita privata
Nato a Milano, dove risiede, Kekko è di origini meridionali: suo padre è di Sant'Antimo, provincia di Napoli, mentre la madre è di Crotone; è inoltre cugino di Davide Silvestri. Il cognome originale di famiglia è Silvestri ma Kekko e suo padre portano il cognome Silvestre a causa di un errore anagrafico. Ha avuto una figlia (a cui è dedicato l'album Gioia del 2013) da sua moglie, con la quale si è sposato nel 2021, dopo circa vent'anni che stavano insieme. Kekko è tifoso del Napoli. Ha dichiarato di soffrire dal 2021 di una grave forma di depressione, di cui ha parlato nel 2023 e di cui tratta la canzone Lasciami dei Modà presentata al Festival di Sanremo 2023.

## Discografia

### Con i Modà
Album in studio
- 2004 – Ti amo veramente
- 2006 – Quello che non ti ho detto
- 2008 – Sala d'attesa
- 2011 – Viva i romantici
- 2013 – Gioia
- 2015 – Passione maledetta
- 2019 – Testa o croce
- 2022 – Buona fortuna (parte terza)
- 2025 – 8 canzoni

### Collaborazioni
| Anno | Canzone                                                 | Album di provenienza |
| ---- | ------------------------------------------------------- | -------------------- |
| 2012 | La gelosia (Bianca Atzei feat. Kekko Silvestre)         | /                    |
| 2013 | Il respiro del silenzio (Tazenda feat. Kekko Silvestre) | /                    |
| 2014 | Oggi non sono io (Jarabe de Palo feat. Kekko Silvestre) | Somos                |
| 2014 | Luce per sempre (Anastacia feat. Kekko Silvestre)       |                      |
| 2022 | Ora esisti solo tu (Bianca Atzei feat. Kekko Silvestre) | Veronica             |

## Libri
- Come un pittore, Sperling & Kupfer, 2012. ISBN 88-20-05284-9
- Cash. Storia di un campione, Mondadori, 2018, ISBN 9788804705871

## Filmografia

### Televisione
- Vivere – soap opera, episodio 1x64 (1998)

### Cinema
- Amici come noi, regia di Enrico Lando (2014)
- Ninna Nanna, regia di Enzo Russo e Dario Germani (2017)

## Album prodotti
- 2014 – Domani è un altro film (prima parte) dei Dear Jack
- 2015 – Domani è un altro film (seconda parte) dei Dear Jack
- 2015 – Splende di Annalisa

## Autore per altri cantanti
2010
- Urlo e non mi senti per Alessandra Amoroso (testo di Francesco Silvestre; musiche di Francesco Silvestre ed Enrico Zapparoli) (inserita nell'album Il mondo in un secondo)

2011
- A maggio cambio per Virginio (Francesco Silvestre) (inserita nell'EP Finalmente)
- Per sempre per Emma (Francesco Silvestre) (inserita nell'album A me piace così (Sanremo Edition))
- Io son per te l'amore per Emma (testo di Francesco Silvestre; musiche di Francesco Silvestre e Orazio Grillo) (inserita nell'album A me piace così (Sanremo Edition))

2012
- Non è l'inferno per Emma (testo di Francesco Silvestre; musiche di Enrico Palmosi e Luca Sala) (inserita nell'album Sarò libera (Sanremo Edition))
- Splendida stupida per Micaela (Francesco Silvestre)
- Ti sposerò per Loredana Errore (testo di Francesco Silvestre; musiche di Giulio Iozzi) (inserita nell'album Pioggia di comete)

2013
- Baciami e basta per Elhaida Dani (Francesco Silvestre) (inserita nell'EP Elhaida Dani)
- La paura che ho di perderti per Bianca Atzei (Francesco Silvestre)

2014
- Sento solo il presente per Annalisa (Francesco Silvestre)
- Almeno un po' per Francesco Renga (Francesco Silvestre) (inserita nell'album Tempo reale)
- Senza dire che per Anna Tatangelo (Francesco Silvestre)
- Muchacha per Anna Tatangelo (Francesco Silvestre)

2015
- Una finestra tra le stelle per Annalisa (Francesco Silvestre) (inserita nell'album Splende)
- Libera per Anna Tatangelo (testo di Francesco Silvestre; musiche di Enrico Palmosi)
- Il solo al mondo per Bianca Atzei (Francesco Silvestre) (inserita nell'album Bianco e nero)
- Da me non te ne vai per Bianca Atzei (Francesco Silvestre) (inserita nell'album Bianco e nero)
- Eterna per i Dear Jack (Francesco Silvestre) (inserita nell'album Domani è un altro film (seconda parte))

2017
- Ora esisti solo tu per Bianca Atzei (Francesco Silvestre)

2019
- E poi ti penti per Alberto Urso (Francesco Silvestre)
- Non sono più lo stesso per Alberto Urso (Francesco Silvestre)

2024
- Non ti lascio andare per Bianca Atzei (Francesco Silvestre) (inserita nell'album 1987)